# Elektrische vrachtwagen

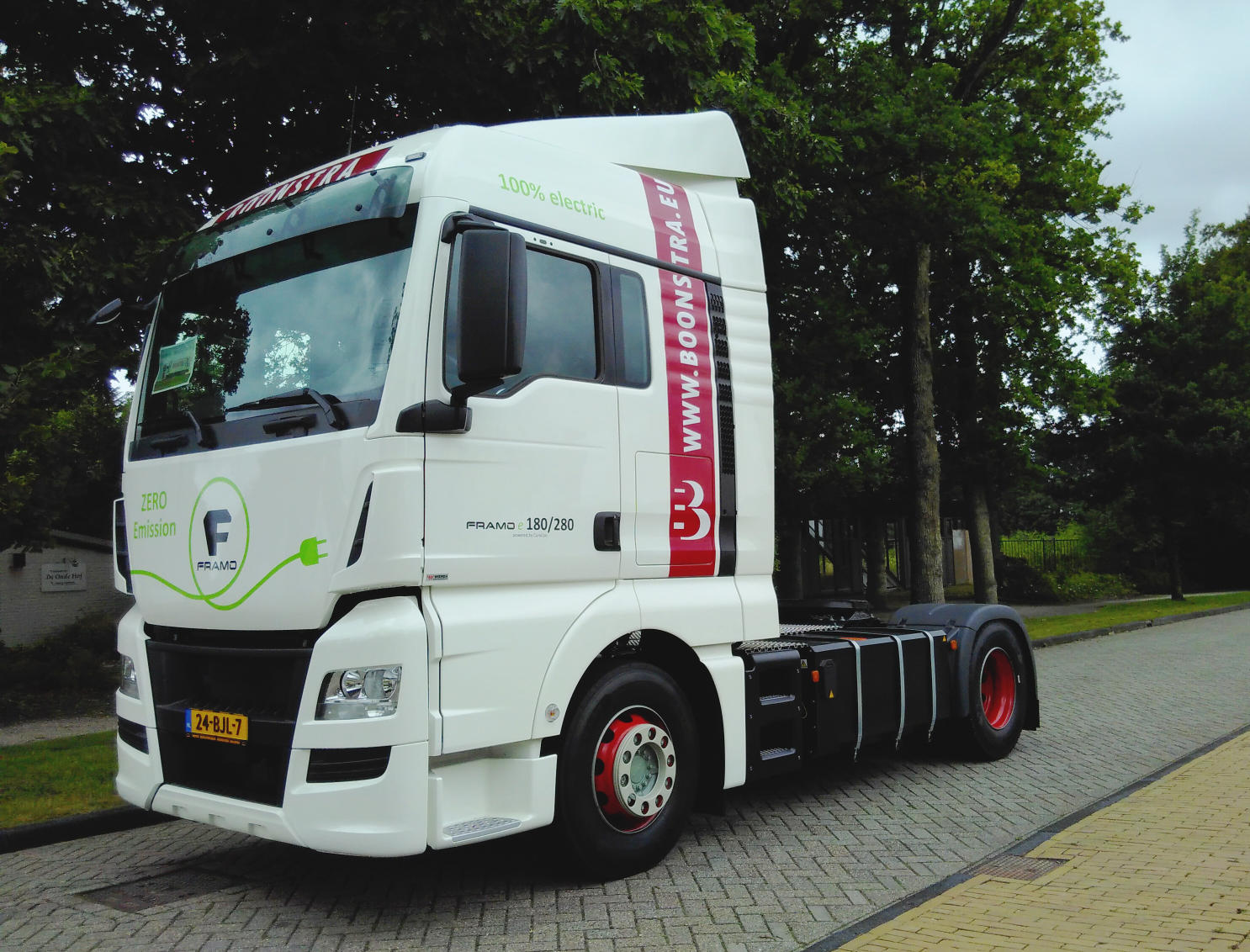
Framo E180/280 4X2 BLS elektrische opleggertrekker in 2017

Een elektrische vrachtwagen is een vrachtwagen die wordt aangedreven door één of meerdere elektromotoren.
De volledig elektrische vrachtwagen onderscheidt zich van een elektrische vrachtwagen met range extender (REV), hybride, plug-inhybride en een gewone vrachtwagen door het geheel ontbreken van een verbrandingsmotor. Hybride vrachtwagens worden ook wel semi-elektrische vrachtwagens genoemd. Een waterstofvrachtwagen haalt zijn energie uit een brandstofcel en een waterstoftank en vormt een eigen categorie binnen de groep van elektrische vrachtwagens. Alleen de volledig elektrische vrachtwagen en de waterstofvrachtwagen zijn zero-emissions vehicles. De kleinere elektrische bestelwagens (gewicht tot 3.500 kilo) behoren niet tot de categorie elektrische vrachtwagen, maar tot de categorie elektrische auto.

## Nederland

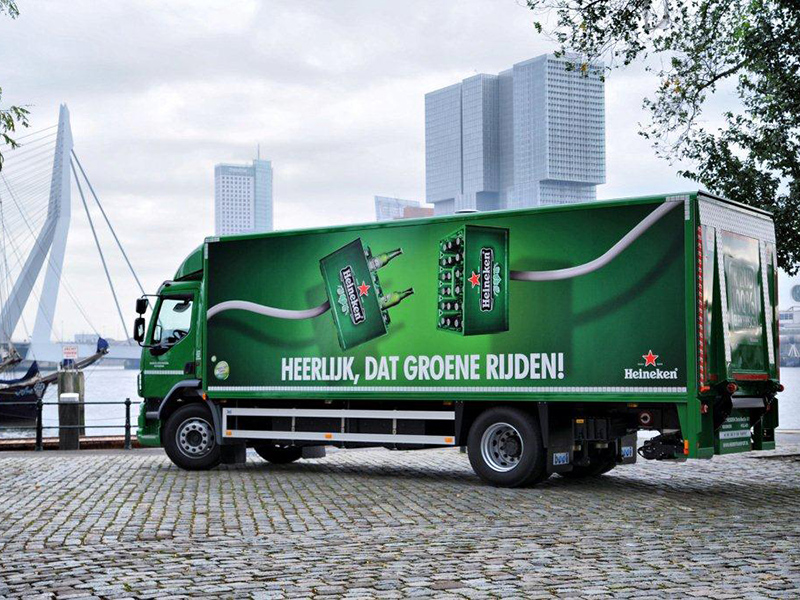
Emoss 18-tons elektrische vrachtwagen in 2016 te Rotterdam

De verbetering van de elektrische aandrijftechniek, en de kwaliteit van Li-ion batterijen sinds 2010 maakt het mogelijk om volledig elektrische 12- tot 19-tons en in een uitzonderlijk geval zelfs 44-tons vrachtwagens te bouwen die inzetbaar zijn voor stadsdistributie. In Nederland zijn er projecten gestart in Amsterdam, Utrecht, Groningen, Rotterdam en Nijmegen. Het gaat om kleine aantallen die nog niet seriematig geproduceerd worden.
Begin 2011 bracht DAF Trucks een hybride vrachtwagen LF Hybrid uit. Deze 12-tons vrachtwagen voor distributieverkeer heeft naast een dieselmotor van 118 kW ook een elektromotor van 44 kW. Deze drijft de vrachtwagen aan in de milieuzones van grote steden.
In 2011 verscheen de eerste elektrische verhuiswagen op de Nederlandse wegen. VDL en Hytruck hebben plannen voor elektrische vrachtwagens met een (waterstof) brandstofcel. Deze hebben een grotere actieradius.
Op 19 augustus 2013 nam groothandel Deli XL een 12-tons elektrische truck (een omgebouwde MAN diesel-TGL met een batterijpakket van 120 kWh; actieradius van 120 km) in gebruik voor het bevoorraden van horeca, catering en zorg in het centrum van Amsterdam. De wagen heeft een koelgedeelte en een diepvriesgedeelte.
In 2014 nam een Utrechtse vervoerder een 19-tons Hytruck met een 200 kW accu voor stedelijke distributie in Utrecht in gebruik.
Op 22 mei 2015 is een 19-tons elektrische EMOSS vrachtwagen door supermarktketen Lidl in gebruik genomen voor het bevoorraden van haar filialen in Amsterdam. Deze truck kan een 10 tons aanhangwagen trekken.
Albert Heijn nam in mei 2017 twee elektrische vrachtwagens van vrachtwagenfabrikant Ginaf in gebruik om supermarkten in het centrum van Amsterdam te bevoorraden en nam Boonstra Transport een 44 tons elektrische truck met een accu van 173 kWh en een actieradius van circa 100 km in dienst voor distributiewerk in de binnenstad van Groningen. Het bedrijf CWS heeft een 12 tons Emoss elektrische truck in gebruik genomen voor distributiewerk in de stad Groningen. De Hytruck S12 is een elektrische vrachtwagen met 100% elektrische koeling; deze is in gebruik genomen door Sligro en Peter Appel Transport voor voedseldistributie in de binnenstad van Amsterdam.
Op 30 juni 2017 namen transporteur Breytner en groothandel Technische Unie drie elektrische EMOSS vrachtwagens voor goederendistributie in Rotterdam in gebruik. Het project wordt gesteund door het Europese 'Freight Electric Vehicles in Urban Europe' (FREVUE) (Elektrische vrachtwagens in Europese steden).

### Producenten
In Nederland zijn er ten minste vier bedrijven die elektrische vrachtwagens bouwen: VDL en Hytruck (ontwikkelen vrachtwagens voor het bevoorraden van supermarkten en grootwinkelbedrijven), EMOSS in Oosterhout (ombouw van bestaande vrachtwagens) en Ginaf in Veenendaal (ombouw van DAF en Mercedes vrachtwagens).

## Overige landen
Mercedes heeft een prototype gebouwd, de 'Urban eTruck' met een actieradius van maximaal 200 kilometer.
De Amerikaanse Nikola Corporation gaat eveneens (waterstof)elektrische vrachtwagens bouwen en wil daarmee een einde maken aan het dieseltijdperk.